# Nadioci
Nadioci su naseljeno mjesto u općini Vitez, Federacija Bosne i Hercegovine, BiH.

## Stanovništvo

### 1991.
Nacionalni sastav stanovništva 1991. godine, bio je sljedeći:
ukupno: 474
- Hrvati - 386
- Muslimani - 42
- Srbi - 27
- Jugoslaveni - 6
- ostali, neopredijeljeni i nepoznato - 13

### 2013.
Nacionalni sastav stanovništva 2013. godine, bio je sljedeći:
ukupno: 332
- Hrvati - 316
- Bošnjaci - 11
- Srbi - 3
- ostali, neopredijeljeni i nepoznato - 2

## Kultura
Mjesni HKUD Topala niz godina organizira smotru folklora pod nazivom Nadiočka folklorna večer.